# Strada europea E88
La E88 è una strada europea che collega Ankara a Refahiye. Come si evince dalla numerazione, si tratta di una strada intermedia con direzione ovest-est.

## Percorso
La E88 è definita con i seguenti capisaldi di itinerario: "Ankara - Yozgat - Sivas - Refahiye".